# Os Homens São de Marte... e É pra lá que Eu Vou
Os Homens São de Marte... E É Pra Lá que Eu Vou é um filme de longa-metragem de comédia brasileiro dirigido por Marcus Baldini, protagonizado por Mônica Martelli, Paulo Gustavo e Daniele Valente e escrito por Martelli, Patricia Corso e Susana Garcia com a colaboração de Herson Capri e Pedro Aguilera. É baseado em um monólogo de mesmo nome da própria Mônica Martelli, que permaneceu nove anos em cartaz.
O filme foi lançado em 29 de maio de 2014, tendo êxito nas bilheterias. Acabou por inspirar um seriado no GNT, que estreou sua terceira temporada em 2017.
Uma continuação do filme foi lançada em 28 de dezembro de 2018 sob o título da peça homônima Minha Vida em Marte.

## Sinopse
Fernanda é uma jornalista formada que aos 36 anos lamenta estar bem longe de conseguir se casar enquanto ironicamente trabalha como organizadora de casamentos, então decide em busca de seu relacionamento definitivo.

## Elenco
- Mônica Martelli como Fernanda[3]
- Paulo Gustavo como Aníbal
- Daniele Valente como Nathalie
- Eduardo Moscovis como Juarez Brito Filho
- Humberto Martins como Robertinho Guimarães
- Marcos Palmeira como Tom
- Peter Ketnath como Nick
- Irene Ravache como Maria Alice
- Alejandro Claveaux como Lourençinho (Lourenço Dantas)
- José Loreto como Marcelinho
- Lulu Santos como Ele Mesmo
- Herson Capri como o Homem da Galeria de Arte
- Luisa Capri como a Filha do Homem da Galeria de Arte
- Milhem Cortaz como o Homem da Livraria
- Ana Lúcia Torre como Tia Sueli
- Júlia Rabello como a Taróloga
- Cláudia Missura como a Manicure
- Flávia Garrafa como a Atendente da Joalheria
- Edvana Carvalho como Dedé
- Nathália Rodrigues como Ana
- Otávio Martins como Júlio César
- Priscila Assum como Luciene
- Tulipa Ruiz como Ela Mesma

## Bilheteria
No primeiro final de semana 324 916 pessoas assistiram o filme nos cinemas, totalizando 378 374 bilhetes vendidos ao completar uma semana em cartaz. A partir da segunda semana o número de ingressos vendidos de Os Homens São de Marte... E É Pra Lá que Eu Vou passou a cair consecutivamente. Na terceira semana atingiu um milhão de espectadores. A bilheteria foi finalizada com um público de 1 780 466 espectadores após onze semanas em cartaz.